# Neolarra
Neolarra is een geslacht van vliesvleugelige insecten uit de familie bijen en hommels (Apidae)

## Soorten
- N. alba Cockerell, 1916
- N. alexanderi Griswold & Parker, 1999
- N. batrae Shanks, 1978
- N. californica Michener, 1939
- N. clavigera Shanks, 1978
- N. cockerelli (Crawford, 1916)
- N. hurdi Shanks, 1978
- N. linsleyi Michener, 1939
- N. orbiculata Shanks, 1978
- N. penicula Shanks, 1978
- N. pruinosa Ashmead, 1890
- N. rozeni Shanks, 1978
- N. ute Griswold & Parker, 1999
- N. vandykei Michener, 1939
- N. verbesinae (Cockerell, 1895)
- N. vigilans (Cockerell, 1895)